# خوانیتو (بازیکن فوتبال، زاده ۱۹۹۰)
خوانیتو (انگلیسی: Juanito؛ زادهٔ ۱۰ مارس ۱۹۹۰) بازیکن فوتبال اهل اسپانیا است.
از باشگاه‌هایی که در آن بازی کرده‌است می‌توان به باشگاه فوتبال خرز اشاره کرد.